# Stefan Bolliger
Stefan Bolliger (geboren 1968 in Zürich) ist ein Schweizer Lichtdesigner, der überwiegend mit dem Regisseur Andreas Kriegenburg zusammen arbeitet.

## Leben und Werk
Bolliger war einige Jahre als Lichttechniker freiberuflich tätig und ab 1995 am Hamburger Thalia Theater engagiert. Von 1997 bis 2006 war er dort stellvertretender Beleuchtungsinspektor. Von 2006 bis 2010 war er Leiter der Beleuchtungsabteilung am Schauspielhaus des Staatstheaters Stuttgart. Er gestaltete das Licht bei zahlreichen Inszenierungen von Andreas Kriegenburg, zuerst am Thalia Theater, schließlich auch Wozzeck, Der Ring des Nibelungen und Die Soldaten an der Bayerischen Staatsoper.
2003 debütierte Bolliger bei den Salzburger Festspielen – in Michael Thalheimers Woyzeck-Produktion und gestaltete schließlich das Licht in zwei Christof-Loy-Inszenierungen (Theodora 2009, Frau ohne Schatten 2012). Im Sommer 2013 leuchtete er in Salzburg Jens-Daniel Herzogs Zauberflöte aus und 2014 die Kriegenburg-Inszenierung des Ödön-von-Horváth-Stücks Don Juan kommt aus dem Krieg.
Mit Jens-Daniel Herzog erarbeitete er zuvor bereits 2011 Flavius Bertaridus, König der Longobarden für die Innsbrucker Festwochen der Alten Musik und anschließend für  die Hamburgische Staatsoper. Für Loy hatte er bereits 2008 im Theater an der Wien Strauss’ Intermezzo ausgeleuchtet. Mit Jens-Daniel Herzog plant Bolliger für Oktober 2014 eine Carmen-Neuproduktion an der Hamburgischen Staatsoper.
2017 war er bei den Salzburger Festspielen für die Ausleuchtung bei Lady Macbeth von Mzensk verantwortlich sein.
Seit dem Wintersemester 2019/20 ist Stefan Bolliger Dozent für Lichtgestaltung, Lichttechnik und Farblehre an der Universität Mozarteum in Salzburg.

## Produktionen mit Andreas Kriegenburg (Auswahl)
- 2008 Wozzeck – Bayerische Staatsoper, München / NNT, Toyko
- 2009 Giulio Cesare in Egitto – Semperoper, Dresden
- 2011 Otello – Deutsche Oper Berlin, danach Grand théâtre de la ville de Luxembourg
- 2012 Der Ring des Nibelungen – Bayerische Staatsoper, München
- 2013 Orlando – Semperoper, Dresden
- 2014 Die Soldaten – Bayerische Staatsoper, München
- 2014 Così fan tutte – Semperoper, Dresden
- 2014 Don Juan kommt aus dem Krieg – Salzburger Festspiele